# Konstantin Bogdanović
Konstantin Bogdanović vagy magyarosan Bogdanovich Konstantin (1811–1854. április 27.) magyarországi szerb újságíró, író.

## Élete
A gimnáziumot Karlócán, a bölcseletet Szegeden, a teológiát Pesten végezte. 1842-ben Szerbiába ment át; később visszatért és beutazta Nyugat-Európát.

## Munkái
- Istoria srbskog naroda, Újvidék, 1861 (A szerb nép története)

Több hírlapi cikket írt és szerkesztette a Vjestnik (Hírnök) című politikai lapot 1848–1849-ben, mely fölváltva Pesten, Újvidéken és Karlócán jelent meg.